# Ghader Mizbani
Ghader Mizbani Iranagh (6 september 1975) is een Iraans wielrenner. Mizbani is vooral sterk in het klim- en rondewerk.
In 2006 werd Mizbani de eindwinnaar van het Aziatische continentale circuit van de UCI, de UCI Asia Tour.
In 2016 nam Mizbani deel aan de wegwedstrijd op de Olympische Spelen in Rio de Janeiro, maar reed deze niet uit. Vier dagen later eindigde hij op plek 31 in de tijdrit.

## Belangrijkste overwinningen
2000
Eindklassement Ronde van Azerbeidzjan
2002
4e etappe + eindklassement Ronde van Saoedi-Arabië
3e etappe + eindklassement Ronde van Turkije
4e etappe Ronde van Servië
Eindklassement Ronde van Azerbeidzjan
2003
6e etappe Ronde van Turkije
7e etappe + eindklassement Ronde van Taiwan
2004
4e etappe Ronde van Indonesië
2005
2e etappe Kerman Tour
2e etappe + eindklassement Ronde van Azerbeidzjan
4e etappe Ronde van Oost-Java
5e etappe Ronde van het Qinghaimeer
2006
1e etappe + eindklassement Kerman Tour
2e etappe + eindklassement Ronde van Turkije
5e etappe + eindklassement Ronde van Azerbeidzjan
Iraans kampioen tijdrijden, Elite
4e etappe + eindklassement Ronde van Oost-Java
2e en 5e etappe + eindklassement Ronde van Milad du Nour
Eindklassement UCI Asia Tour
2007
4e etappe Ronde van Siam
4e etappe Ronde van Taiwan
Proloog Kerman Tour
4e etappe Ronde van Azerbeidzjan
Iraans kampioen op de weg, Elite
5e etappe + eindklassement Ronde van Milad du Nour
2008
4e etappe + eindklassement Ronde van Oost-Java
5e etappe Ronde van Iran
Proloog en 2e etappe Ronde van Azerbeidzjan
Iraans kampioen op de weg, Elite
Eindklassement Kerman Tour
5e en 10e etappe + eindklassement Ronde van Indonesië
2009
3e etappe deel A + eindklassement Ronde van Singkarak
3e etappe + eindklassement Ronde van Iran
3e en 8e etappe Ronde van het Qinghaimeer
5e etappe Ronde van Azerbeidzjan
1e en 4e etappe Ronde van Indonesië
2010
1e, 5e en 6e etappe + eindklassement Ronde van Azerbeidzjan
1e en 3e etappe + eindklassement Ronde van Singkarak
3e etappe Ronde van het Qinghaimeer
2011
2e etappe + eindklassement Ronde van Milad du Nour
2013
4e etappe + eindklassement Ronde van de Filipijnen
5e etappe + eindklassement Ronde van Azerbeidzjan
Eindklassement Ronde van Singkarak
Iraans kampioen op de weg, Elite
4e etappe + eindklassement Ronde van Borneo
2014
5e etappe Ronde van Japan
5e etappe + eindklassement Ronde van Iran
2de etappe + eindklassement Ronde van Oost-Java
Alizadeh · Khorshid · Lotfi · Mizbani · B. Najafi · F. Najafi · Pourhashemi · Safarzadeh